# ایست‌واچ
«ایست‌واچ» (انگلیسی: Eastwatch) پنجمین قسمت از فصل هفتم مجموعه تلویزیونی درام-فانتزی بازی تاج‌وتخت و به‌طور کلی شصت و پنجمین قسمت پخش شده از این مجموعه است. این قسمت توسط دیو هیل نوشته شد و توسط مت شکمن کارگردانی شد و در تاریخ ۱۳ اوت ۲۰۱۷ از شبکه تلویزیونی اچ‌بی‌او به نمایش درآمد.
نام این قسمت کوتاه شده نام «قراوُل‌گاه شرق کنار دریا» (Eastwatch-by-the-sea) در مجموعه رمان‌های فانتزی ترانه یخ و آتش می‌باشد.

## داستان
در روزرواد
پس از نبرد، برون جیمی لنیستر را به ساحل می کشد. آنها تشخیص می دهند که لنیسترها نمی توانند سه اژدهای دنریس را شکست دهند. دنریس رندیل تارلی و پسرش دیکن را که هر دو از قسم وفاداری به او امتناع می‌ورزند، علی‌رغم اعتراض تیریون، میسوزاند. سربازان باقی مانده از ترس به دنریس سوگند وفاداری می خورند.
در وینترفل
برن استارک ، که می تواند ارتش وایت واکر را در حال نزدیک شدن به دیوار ببیند، درخواست می کند که کلاغ ها در سراسر هفت پادشاهی فرستاده شوند تا در مورد تهدید آنها هشدار دهند. آریا شاهد است که سانسا پیشنهاد دو لرد شمالی مبنی بر اینکه سانسا باید بر شمال حکومت کند را رد می کند. آریا خصوصی سانسا را متهم می کند که چرا در برابر توهین های لردها از جان دفاع نکرده. لیتل فینگر به طور مخفیانه به آریا اجازه می دهد نامه ای را که سرسی سانسا را پس از مرگ پادشاه رابرت در فصل اول مجبور به نوشتن کرد، ببیند که در آن سانسا از راب خواسته بود به پادشاه جافری سوگند وفاداری بخورد.
در اولدتاون
استاد ابروس در مورد پیام برن با دیگر اساتید بحث می کند. سمول تارلی سعی می کند آنها را وادار کند تا از نفوذ خود برای آماده کردن وستروس برای جنگ علیه وایت واکرها استفاده کنند. ابروس می گوید که این موضوع به مطالعه بیشتر نیاز دارد. سم که از عدم اقدام آن ها علیه وایت واکرها ناامید شده است، اسناد کتابخانه را می دزدد و اولدتاون را با گیلی و سم کوچولو ترک می کند.
در مقر فرمانروایی
جیمی به نزد سرسی برمی گردد و جنگ را برای لنیسترها غیرقابل پیروزی اعلام می کند. او همچنین فاش می‌کند که اولنا قبل از مرگ اعتراف کرد که جافری را مسموم کرده است. تیریون و داووس پنهانی وارد مقر فرمانروایی می شوند. برون، جیمی را نزد تیریون می‌برد، او از سرسی درخواست می‌کند تا زمانی که جان ثابت کند وایت واکرها وجود دارند، آتش بس موقت کنند. جیمی پیام تیریون را می رساند. اگرچه سرسی به هشدار تیریون شک دارد، اما تصدیق می کند که یک آتش بس موقت می تواند یک ضرورت استراتژیک برای لنیسترها باشد. او همچنین به جیمی می گوید که باردار است و علناً او را به عنوان پدر تصدیق خواهد کرد. داووس موقعیت گندری را پیدا می کند که مشتاقانه با او مقر فرمانروایی را ترک می کند. دو نگهبان شهر قایق داووس را کشف کردند. او به آنها رشوه می دهد، اما تیریون برمی گردد و آنها او را می شناسند، بنابراین گندری آنها را می کشد.
در دراگون استون
دنریس با اژدهایش به دراگون استون بازمی‌گردد و دروگون به طرز عجیبی به جان اجازه می‌دهد به او نزدیک شود و او را نوازش کند که باعث تعجب دنریس شد. سر جورا برمی گردد و با دنریس متحد می شود. واریس و تیریون به طور خصوصی در مورد اقدامات وحشیانه دنریس صحبت می کنند. جان و داووس در جلسه دنریس با مشاورانش شرکت می کنند. جان اخطار برن را دریافت می کند و تصمیم می گیرد برای مبارزه با وایت واکرها به وینترفل بازگردد. جان دوباره از دنریس کمک می خواهد. او قبول نمی کند، زیرا ترک جنگش علیه سرسی به معنای واگذاری تخت آهنین به او است. تیریون برای نشان دادن خطر و جلب حمایت سرسی، پیشنهاد می‌کند که یک وایت واکر را در شمال دیوار بگیرند و آن را به مقر فرمانروایی بیاورد. جان و جورا برای این ماموریت داوطلب می شوند. تیریون و داووس با گندری ازمقر فرمانروایی  بازمی گردند. داووس به گندری توصیه می کند که هویت خود را پنهان کند. گندری در عوض خود را آشکارا به عنوان حرامزاده رابرت به جان معرفی می کند و داوطلب می شود تا به سفر او بپیوندند.
در ایست واچ
جان، داووس، گندری و جورا با تورموند در قلعه نگهبانان شب ایست واچ، جایی که برادران بدون پرچم و سگ شکاری زندانی هستند، ملاقات می کنند. همه درباره دشمنی های خود بحث می کنند، اما اذعان دارند که اکنون در حال مبارزه با یک دشمن مشترک هستند. گندری به جان می‌گوید که به آنها اعتماد نکند، به یاد می‌آورد که چگونه او را به ملیساندر فروختند، اما جان اصرار می‌کند که همه آنها در یک طرف هستند، زیرا "همه ما داریم نفس می‌کشیم." داووس تصمیم می گیرد در ایست واچ بماند و بقیه به سمت شمال حرکت میکنند.